# Giuseppe Onorio Marzuttini
Giuseppe Onorio Marzuttini (Premariacco, 14 aprile 1802 – Padova, 28 settembre 1849) è stato un teologo italiano, nonché rettore dell'Università degli Studi di Padova tra il 1845 e il 1846 .